# Hamburg-Langenbek
Langenbek (niederdeutsch: Langenbeek) ist ein Hamburger Stadtteil im Bezirk Harburg. Mit einer Fläche von 0,838 km² ist Langenbek nach Sternschanze, Hoheluft-Ost und Hoheluft-West der viertkleinste Stadtteil Hamburgs.

## Geografie

### Nachbarstadtteile
Langenbek grenzt im Norden an Wilstorf, im Osten an Rönneburg, im Süden an Sinstorf und – durch die Engelbek getrennt – im Westen an Marmstorf.

## Geschichte

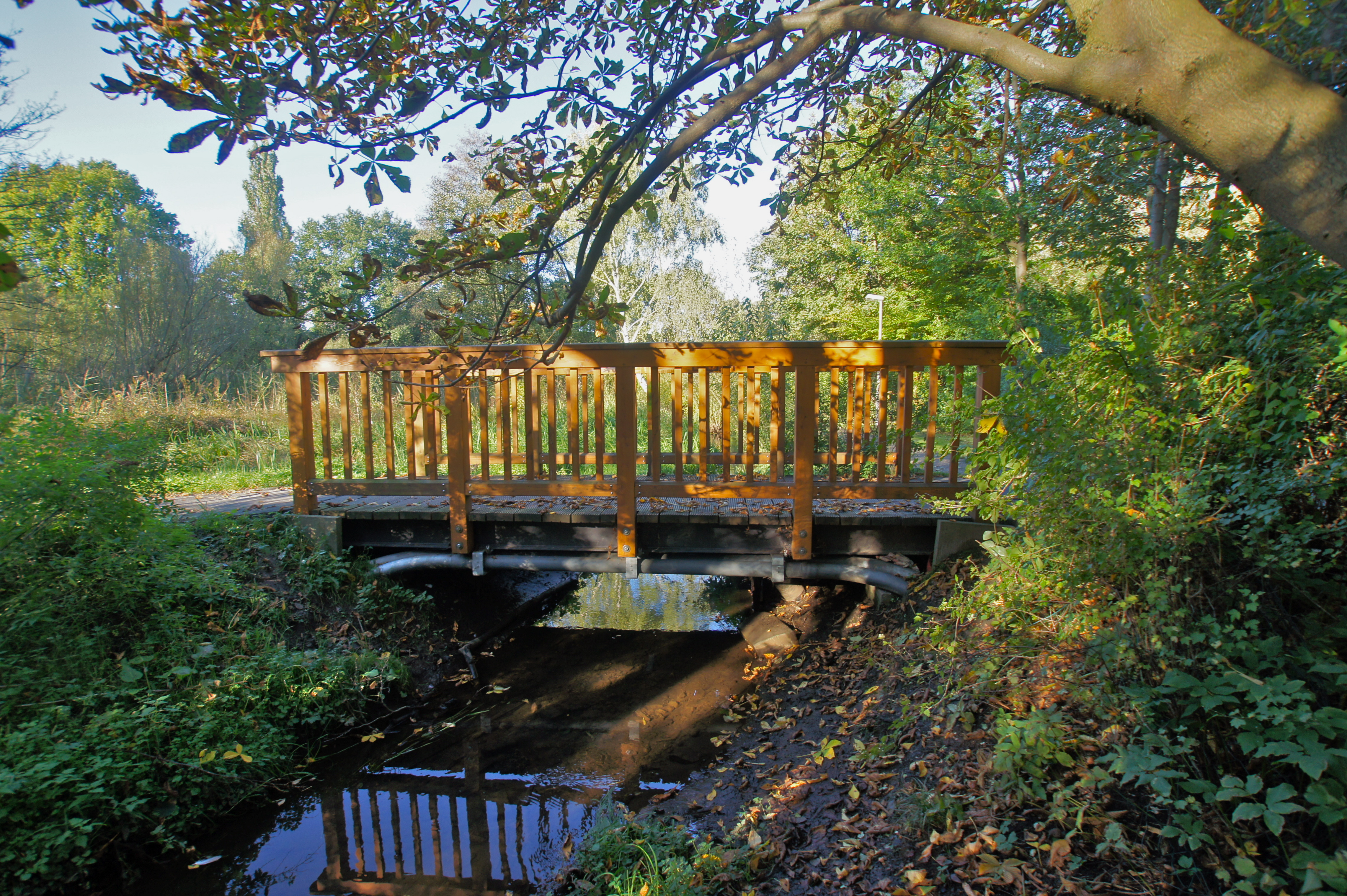
Fußbrücke über der Engelbek

Der Name Langenbek leitet sich ab von einem langen Bach. An diesem Bach stand ein Hof mit einer Wassermühle, der im Jahr 1306 erstmals erwähnt worden ist. Dieser Hof bildet den Ursprung Langenbeks. Mitte des 19. Jahrhunderts wurde Langenbek eine selbstständige Gemeinde im preußischen Landkreis Harburg. 1937 erfolgte im Zuge des Groß-Hamburg-Gesetz der Anschluss an Hamburg. In den 1950er Jahren begann eine intensive Bebauung von Reihenhäusern an neu angelegten Ringstraßen mit Namen von bekannten Orten in der Lüneburger Heide (beispielsweise Walsroder Ring, Wilseder Ring). Von 1987 bis 1994 entstand das Neubaugebiet Langenbeker Feld.

## Statistik
(Quelle: )
- Anteil der unter 18-Jährigen: 16,9 % [Hamburger Durchschnitt: 16,8 % (2023)]
- Anteil der über 64-Jährigen: 24,9 % [Hamburger Durchschnitt: 17,8 % (2023)]
- Ausländeranteil: 15,0 % [Hamburger Durchschnitt: 20,7 % (2023)]
- Arbeitslosenquote: 5,1 % [Hamburger Durchschnitt: 6,2 % (2023)]

Das durchschnittliche Einkommen je Steuerpflichtigen beträgt in Langenbek 40.338 Euro jährlich (2020), der Hamburger Gesamtdurchschnitt liegt bei 48.035 Euro.

## Politik
Die Bürgerschaftswahl 2020 für die Wahl zur Hamburgischen Bürgerschaft, bei der Langenbek zum Wahlkreis Harburg gehört, brachte im Stadtteil folgendes Ergebnis:
| Bürgerschaftswahl | SPD    | Grüne 1) | CDU    | AfD    | Linke  | FDP    | Übrige |
| ----------------- | ------ | -------- | ------ | ------ | ------ | ------ | ------ |
| 2020              | 44,0 % | 18,7 %   | 10,6 % | 09,8 % | 07,0 % | 04,1 % | 05,8 % |
| 2015              | 51,1 % | 07,6 %   | 16,2 % | 10,2 % | 07,1 % | 05,3 % | 02,5 % |
| 2011              | 54,7 % | 07,2 %   | 22,2 % | –      | 05,2 % | 05,3 % | 05,6 % |
| 2008              | 33,9 % | 07,5 %   | 45,1 % | –      | 05,5 % | 04,6 % | 03,3 % |
| 2004              | 31,2 % | 07,9 %   | 49,6 % | –      | –      | 02,2 % | 09,1 % |

Für die Bundestagswahl gehört Langenbek zum Wahlkreis Hamburg-Bergedorf – Harburg. Bei den Bezirksversammlungswahlen gehört der Stadtteil zum Wahlkreis Rönneburg, Langenbek, Sinstorf, Marmstorf.

## Kultur und Sehenswürdigkeiten
Im Stadtteil Langenbek befindet sich ein Grabhügel aus der Bronzezeit. Die Grabstelle liegt auf einer Anhöhe eines Buchenwäldchens zwischen dem Blättnerring und dem Buchholzer Weg und wurde in den 1950er Jahren entdeckt. 1999 wurde dieses archäologische Denkmal der Vorzeit in die Denkmalliste aufgenommen.

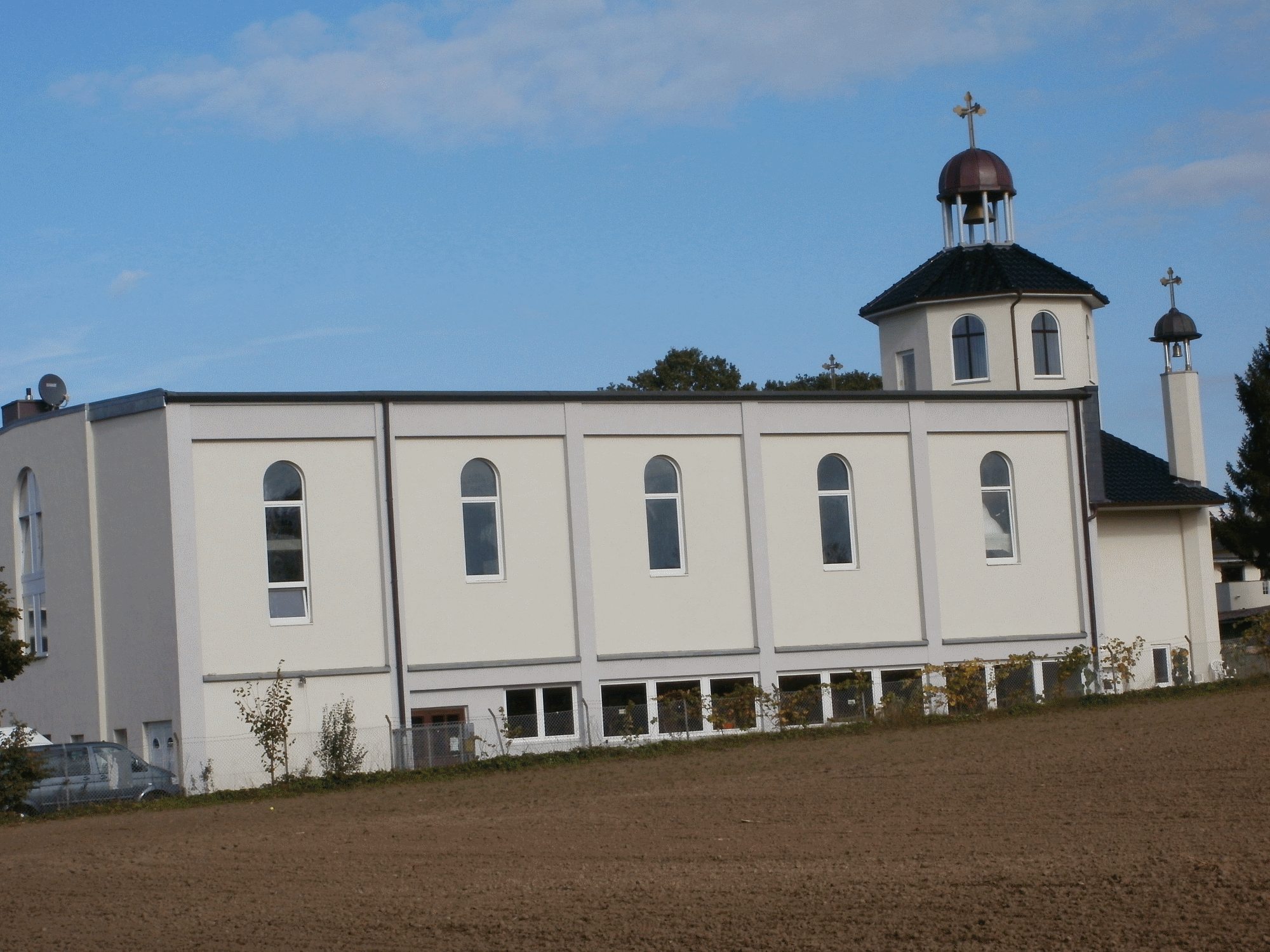
Die Syrisch-Orthodoxe Kirche, St. Maria & St. Simona befindet sich nicht in Langenbek, sondern in Sinstorf, 70 Meter südlich der Stadtteilgrenze zu Langenbek.
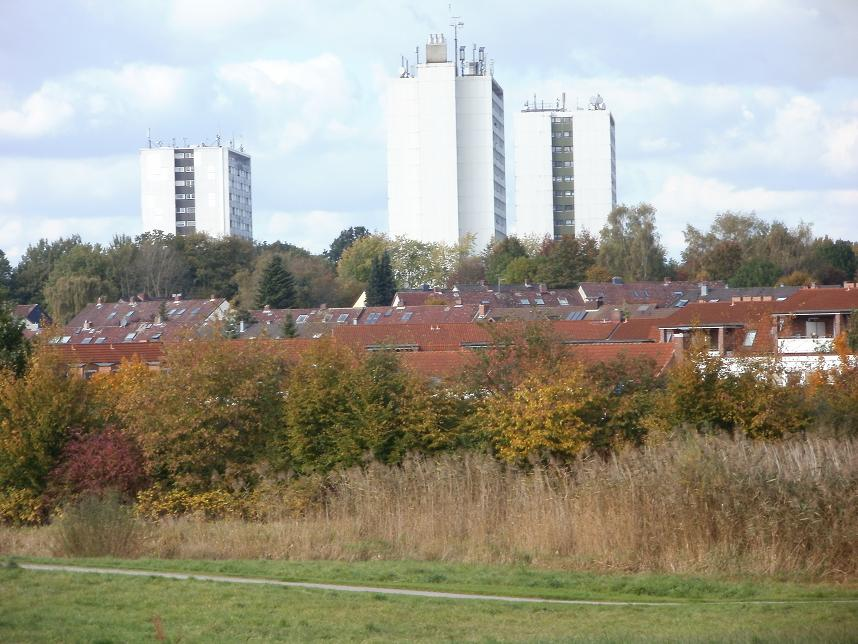
Siedlung in Langenbek, dahinter Hochhäuser Wilstorf
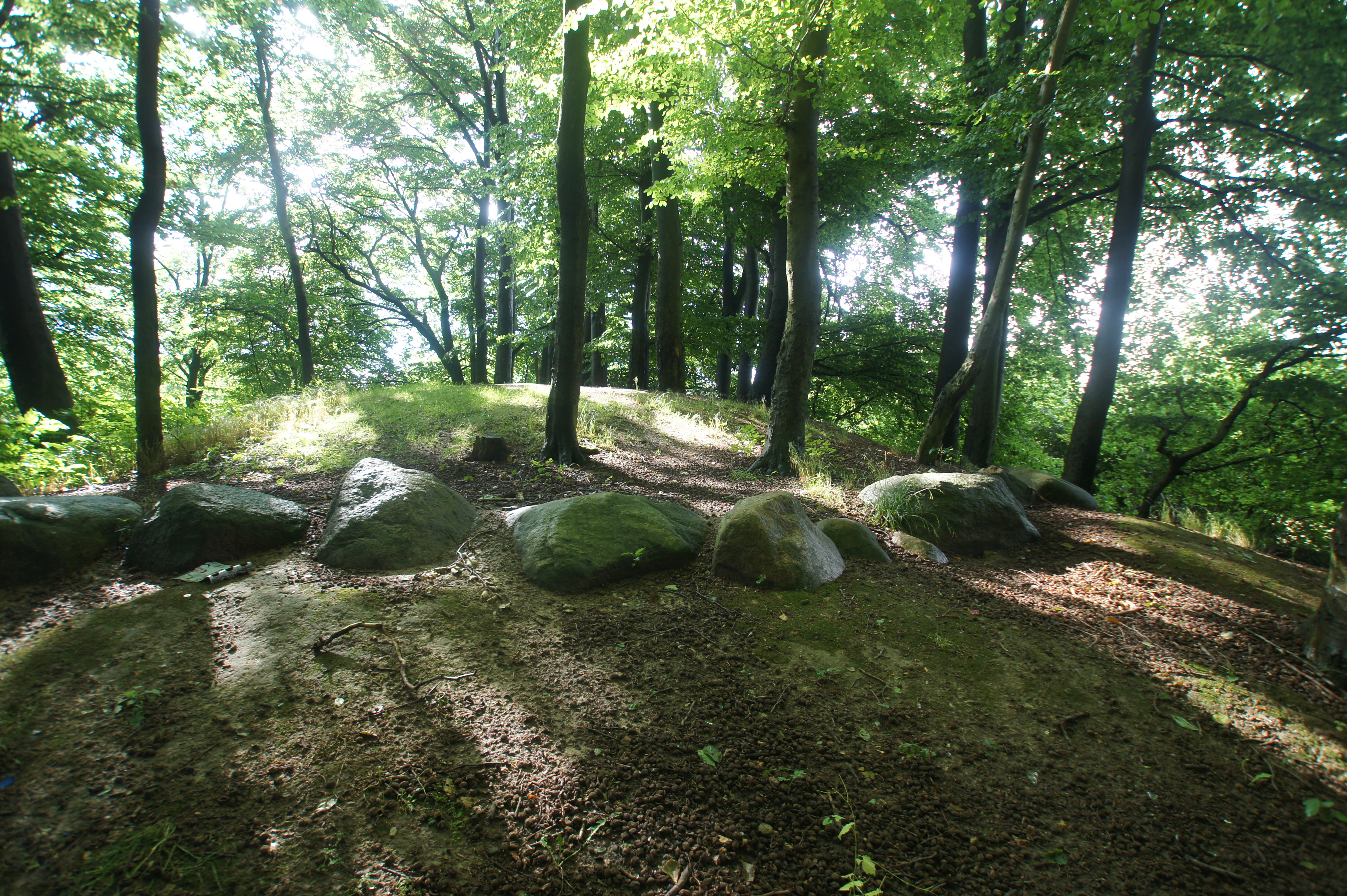
Hügelgrab
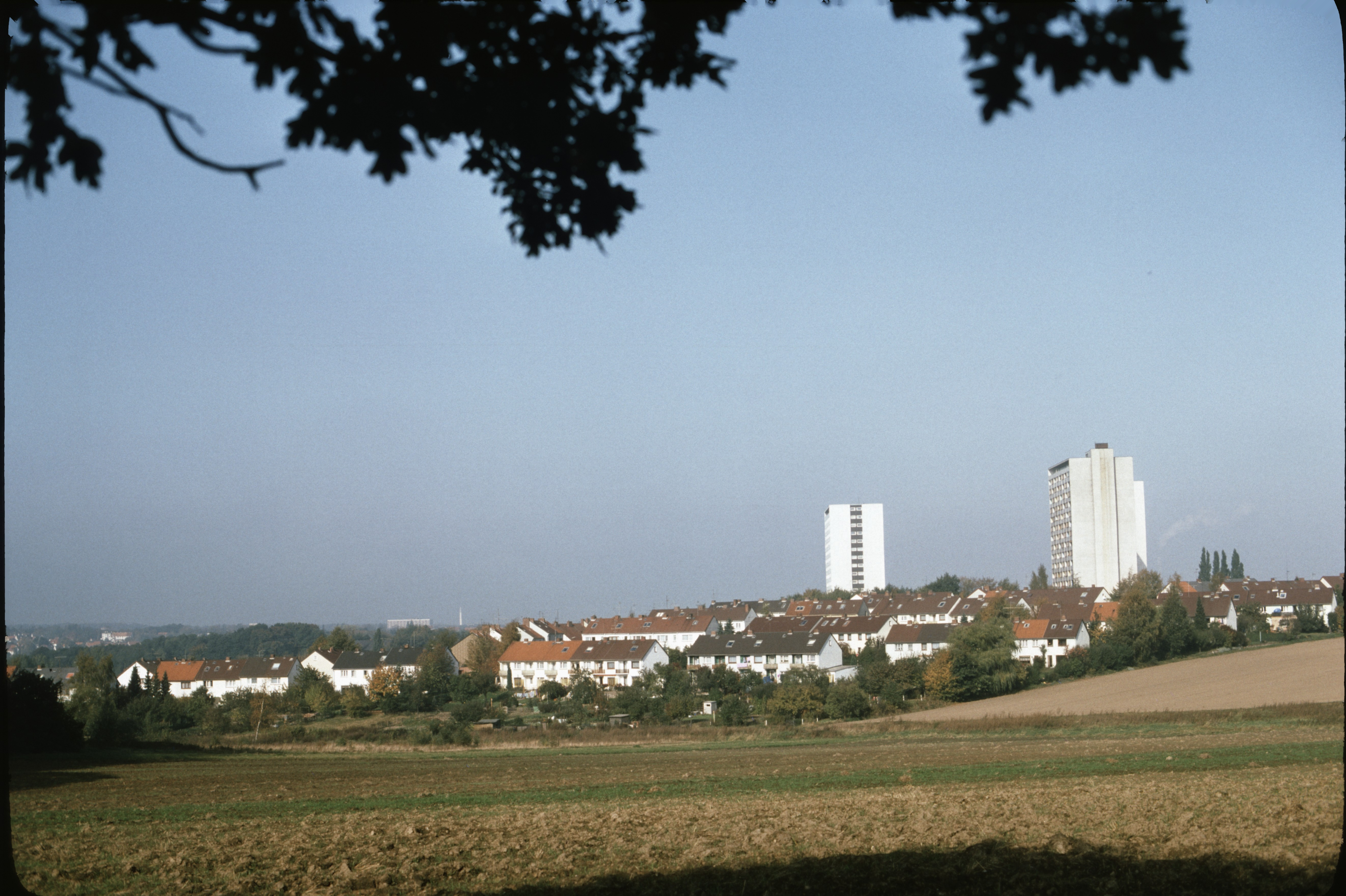
Reihenhaussiedlung Walsroder Ring 1977
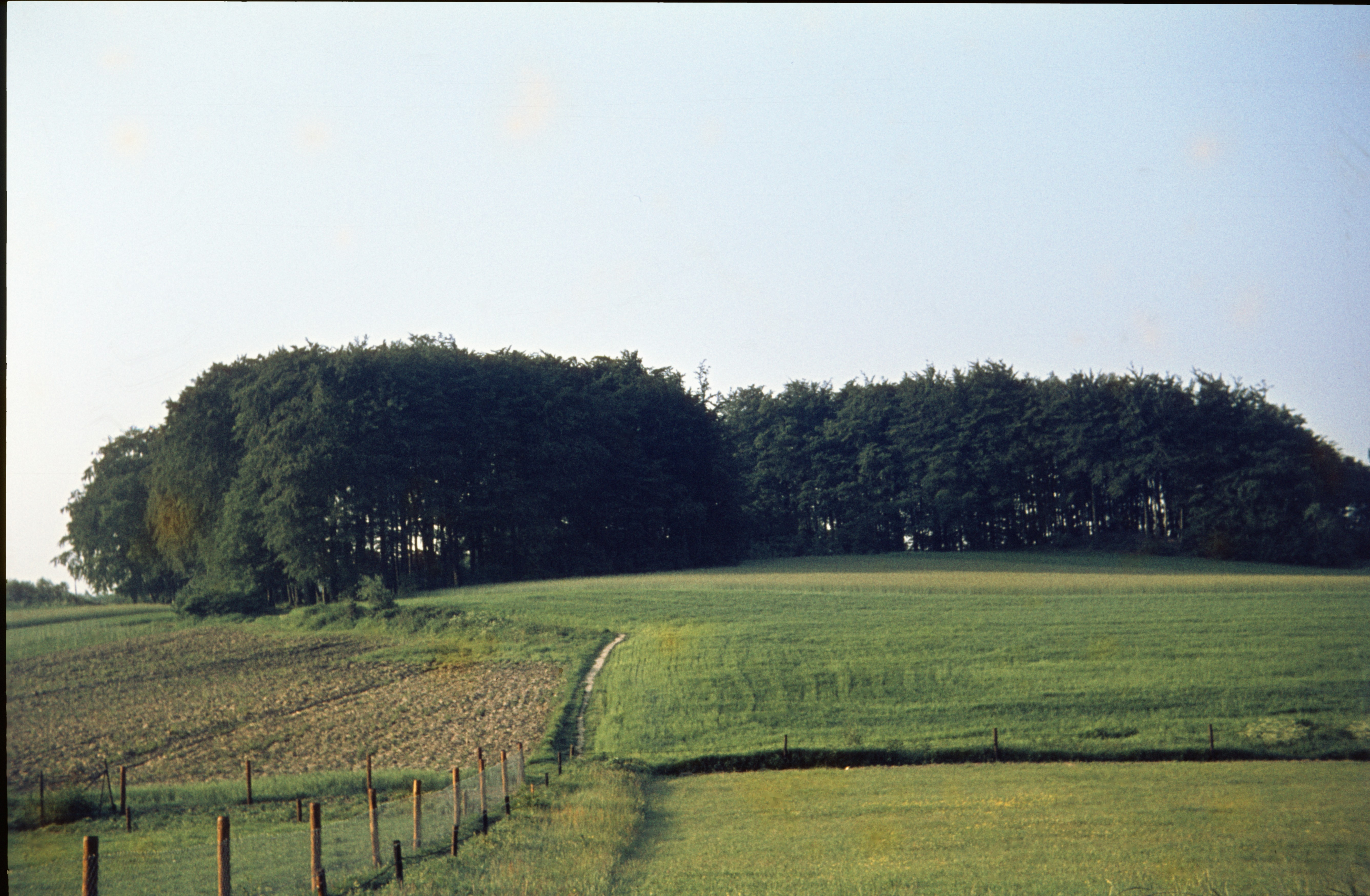
Buchenwäldchen „Riege-Holz“ 1964

## Verkehr
Die Straßenanbindung von Langenbek erfolgt durch die Winsener Straße, die bis Anfang der 2000er Jahre ein Teilstück der Bundesstraße 4 bildete. Die Winsener Straße ist quasi die einzige Durchgangsstraße des Stadtteils, ansonsten übernehmen Siedlungsstraßen die Erreichbarkeit der Wohngebiete.
Auch durch den ÖPNV ist Langenbek gut angebunden. Durch die Winsener Straße führen sieben Buslinien, davon eine Metrobuslinie und eine Nachtbuslinie. Das Langenbeker Feld ist seit 2001 durch vier Buslinien angebunden, davon eine Nachtbuslinie. Diese Linien unternehmen Stichfahrten von der Winsener Straße in das Neubaugebiet.

## Sonstiges
Der Friedhof Langenbek befindet sich bereits auf dem Gebiet von Hamburg-Sinstorf.